# Кочетов, Василий Иванович (Герой Социалистического Труда)
Василий Иванович Кочетов (1927, Кузовка, Тульская губерния — 1997, Тульская область) — бригадир проходческой бригады шахты № 66 треста «Калининуголь» комбината «Тулауголь», Герой Социалистического Труда (1957).

## Биография
Родился в 1927 году в с. Кузовка (ныне — Тульской области) в русской крестьянской семье.
Получив неполное среднее образование, работал на угольных шахтах Щёкинского района Тульской области — забойщиком, проходчиком, машинистом врубовой машины. С пуском осенью 1954 года новой шахты № 66 близ посёлка Жданковский Богородицкого района стал бригадиром. Бригаде В. И. Кочетова были поручены установка механизированного проходческого щита «Мосбасс-2» и работа на нём.
Бригада неоднократно устанавливала рекорды проходки; так, за 1957—1958 годы было пройдено 13 439 метров горных выработок, или 560 метров в среднем ежемесячно, что в 3,5 раза выше средних темпов проходки подготовительных выработок с комбайнами по комбинату «Тулауголь».
Указом Президиума Верховного Совета СССР от 26 апреля 1957 года за выдающиеся успехи, достигнутые в деле развития угольной промышленности в годы пятой пятилетки и в 1956 году, Кочетову Василию Ивановичу присвоено звание Героя Социалистического Труда с вручением ордена Ленина и золотой медали «Серп и Молот».
В преддверии XXI съезда КПСС бригада В. И. Кочетова с помощью комбайна ПК-2М в течение месяца к декабрю 1958 года прошла 1670 погонных метров штреков по угольному пласту мощностью 2,5-3 метра сечением выработки 6,6 м2 вчерне. Это был мировой рекорд проходки в практике горнопроходческих работ, который до сих пор не превзойдён.
После закрытия в 1974 году 66-й шахты (с 1971 года — «Жданковская») В. И. Кочетов работал бригадиром проходчиков на шахтах Щёкинского района.
Проживал в Тульской области. Умер в 1997 году.

## Награды
- медаль Серп и Молот Героя Социалистического Труда и орден Ленина (26.4.1957),
- знак «Шахтёрская слава» трёх степеней,
- Заслуженный шахтёр РСФСР (1966),
- медали[1].